# Знай своего клиента
Знай своего клиента (англ. know your customer, сокращённо KYC) — термин банковского и биржевого регулирования для финансовых институтов и букмекерских контор, а также других компаний, работающих с деньгами частных лиц, означающий, что они должны идентифицировать и установить личность контрагента, прежде чем проводить финансовую операцию. 
Это требование распространяется на получение разумно полных сведений о контрагентах-юридических лицах, характере их бизнеса и отдельных хозяйственных операций, для обеспечения которых проводится финансовая операция.
Считается, что такая практика препятствует отмыванию денег, финансированию терроризма и уклонению от уплаты налогов.
В настоящее время требования и стандарты, направленные на реализацию этого принципа, устанавливаются на уровне национального законодательства, нормативных документов банковских регуляторов и международных организаций, таких как FATF.
Последовательное внедрение принципа Знай своего клиента привело к постепенному запрету обслуживания анонимных банковских счетов.

## Национальное регулирование

### Россия
В России требования принципа Знай своего клиента реализуются прежде всего следующими законодательными и нормативными актами:
- Федеральный закон от 07.08.2001 N 115-ФЗ "О противодействии легализации (отмыванию) доходов, полученных преступным путем, и финансированию терроризма"
- "Положение об идентификации кредитными организациями клиентов, представителей клиента, выгодоприобретателей и бенефициарных владельцев в целях противодействия легализации (отмыванию) доходов, полученных преступным путем, и финансированию терроризма" (утв. Банком России 15.10.2015 N 499-П)